# Gerrit Bijlsma
Gerrit Wiebe Bijlsma (Bandung, 17 novembre 1929 – Haarlem, 13 agosto 2004) è stato un pallanuotista olandese.
È stato un pallanuotista olandese che vinse il Campionato Europeo 1950 e si classificò quinto alle Olimpiadi di Helsinki 1952.